# José Feliciano

José Monserrate Feliciano García (Sinh ngày 10 tháng 09 năm 1945), thường được biết đến với tên gọi José Feliciano là nhạc sỹ, ca sỹ, nhà soạn nhạc người Puerto Rico. José Feliciano đã thu âm nhiều bản hit quốc tế, bao gồm cả bản dịch bài hát "Light My Fire" của nhóm Doors và bài hát Giáng sinh tự sáng tác "Feliz Navidad". Các thể loại âm nhạc ông tham gia bao gồm sự kết hợp của nhiều phong cách, chẳng hạn như nhạc Latin, blues, jazz, soul và rock, được tạo ra chủ yếu với sự trợ giúp của âm thanh guitar acoustic đặc trưng của mình. 

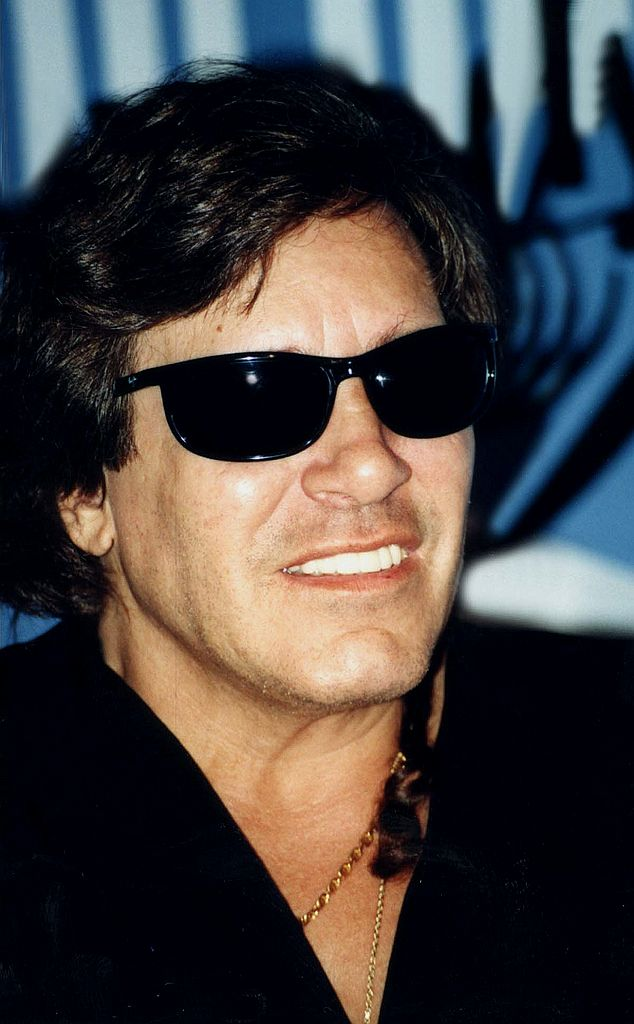
Jose Feliciano năm 1998

## Tuổi thơ và gia đình
José Monserrate Feliciano García là người con thứ 4 trong một gia đình có 11 người con. Ông mù bẩm sinh do chứng tăng nhãn áp bẩm sinh. Lần đầu ông tiếp xúc với âm nhạc là khi lên 3 tuổi, gõ chiếc vỏ hộp bánh quy khi chú ông đang chơi đàn cuatro. Khi ông lên 5 tuổi thì gia đình chuyển đến Spanish Harlem, Thành phố New York, nơi ông xuất hiện lần đầu trước công chúng tại Teatro Puerto Rico ở The Bronx.
Sở trường về âm nhạc của Feliciano trở nên rõ ràng khi lên 7 tuổi, ông tự học chơi đàn accordion. Khoảng hai năm sau, khi anh 9 tuổi, cha ông đã tặng ông cây đàn guitar đầu tiên. Ông tự chơi guitar trong phòng của mình tới 14 giờ mỗi ngày và học bằng cách nghe nhạc rock and roll những năm 1950, đĩa hát của các nghệ sĩ guitar cổ điển và người chơi nhạc jazz. Ở độ tuổi thiếu niên, Feliciano học guitar cổ điển với Harold Morris, một giáo viên âm nhạc tại Trường Light House dành cho người mù ở Thành phố New York.
Năm 17 tuổi, để giúp đỡ gia đình, Feliciano nghỉ học và bắt đầu lui tới các quán cà phê ở Greenwich Village, nhận tiền tip ở những câu lạc bộ mà ông được mời chơi. Buổi biểu diễn theo hợp đồng chuyên nghiệp đầu tiên của ông là tại The Retort, một quán cà phê ở Detroit, Michigan.

## Đời tư
José Feliciano kết hôn 2 lần. Ông ly hôn vợ đầu - Janna (née Hilda Pérez, 1945–2018) năm 1978. Và kết hôn với người vợ thứ 2 Susan Omillian (1954) năm 1982. Hai người có 2 con trai, 1 con gái và cư trú ở Weston, Connecticut.

## Vinh danh
José Feliciano đạt 9 giải thưởng Grammy, 45 đĩa vàng và đĩa platin.